# Bellulia parabella
Bellulia parabella là một loài bướm đêm thuộc họ Erebidae. Nó được tìm thấy ở Thái Lan.
Sải cánh dài khoảng 12 mm. Cánh trước nâu hơi đen. Cánh dưới nâu hơi xám.